# Kwietnica okazała

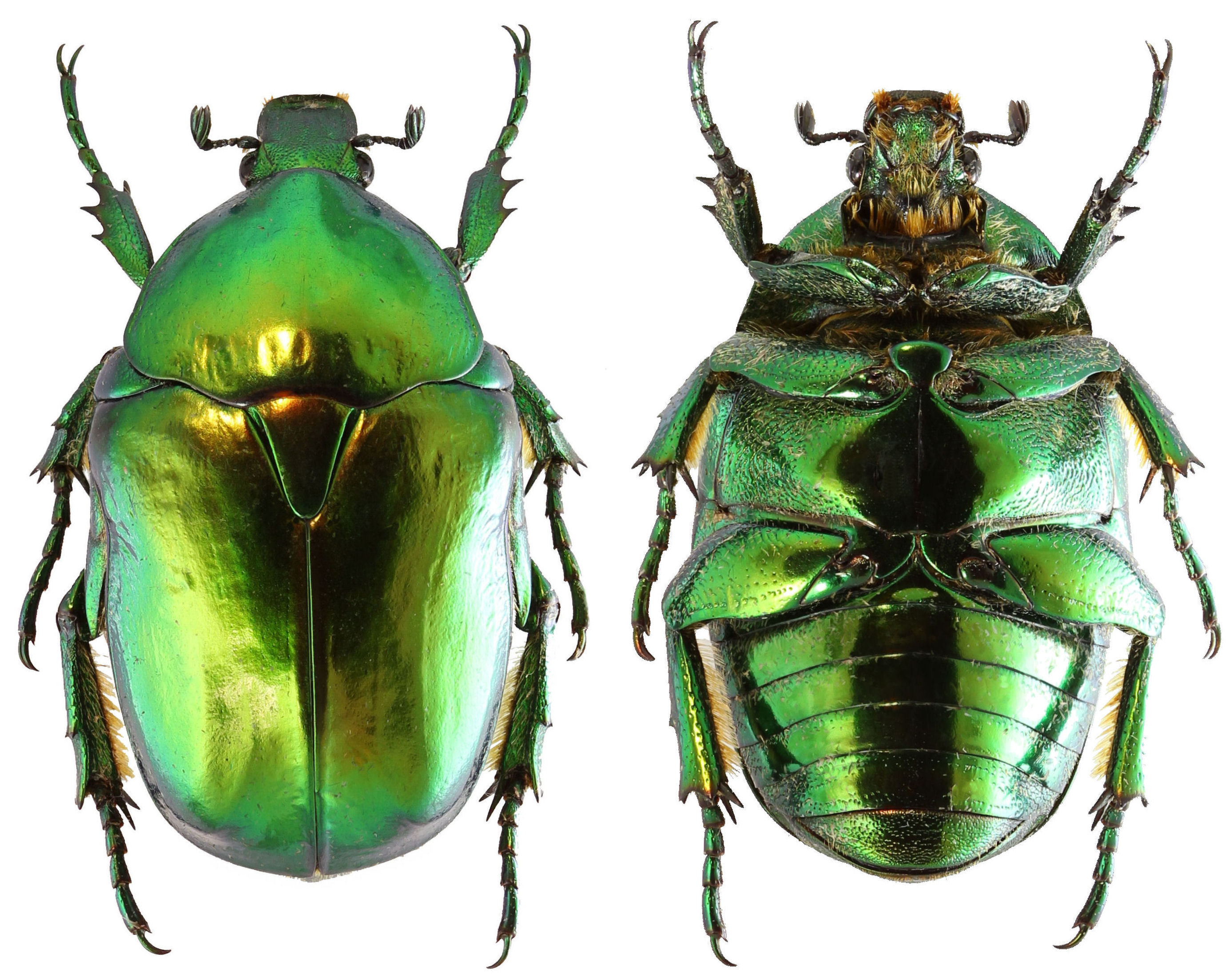
Kwietnica okazała: widok grzbietowy i brzuszny

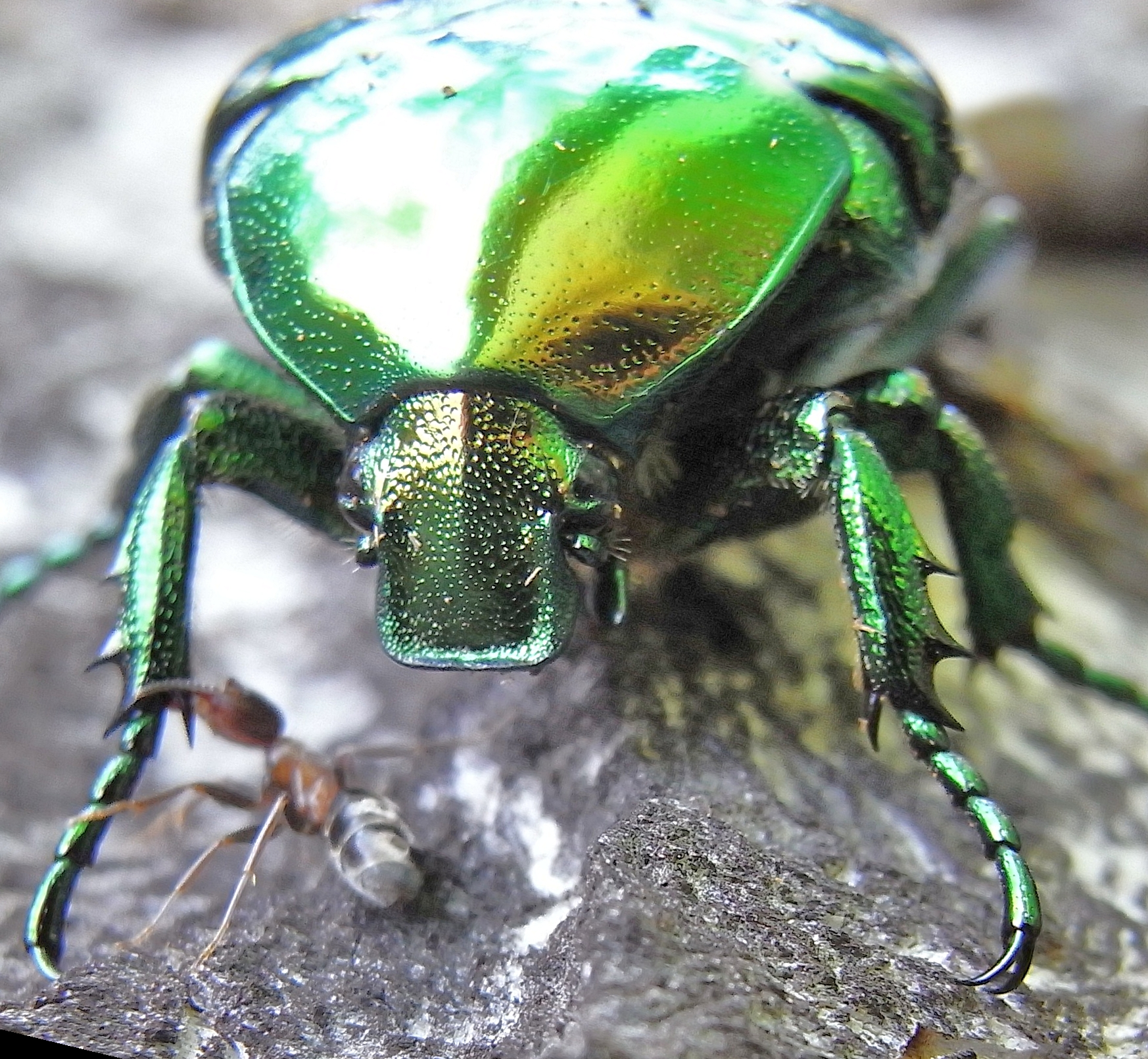
Dobrze widoczny charakterystyczny, kwadratowy nadustek

Kwietnica okazała, złotawiec okazały, kwietnica wielka  (Protaetia (Cetonischema) speciosissima) – gatunek chrząszcza z rodziny poświętnikowatych (Scarabaeidae) i podrodziny kruszczycowatych.

## Taksonomia
Gatunek opisany został w 1786 roku przez Giovanniego Antonia Scopolego jako Scarabaeus speciossimus. Do niedawna S. speciossimus uznawany był za synonim Protaetia aeruginosa, który to gatunek opisał Karol Linneusz w 1767 roku, jednak praca Franka-Thorstena Krella i innych z 2012 roku zmieniała ten status. Lektotypem dla Scarabaeus aeruginosus był okaz zilustrowany w 1764 roku przez Gronoviusa, który nie należy do tego gatunku, lecz do podplemienia Anticheirina z podrodziny rutelowatych (Rutelinae). Niepoprawna jest również nazwa Scarabaeus aeruginosus Drury, 1773, gdyż Dru Drury nie opisał wówczas nowego gatunku. Obecnie za poprawną nazwę dla kwietnicy okazałej przyjmuje się Protaetia speciosissima (Scopoli, 1786), a nazwę Protaetia aeruginosa (Medvedev, 1964) traktuje jako młodszy synonim.

## Opis

### Owady dorosłe
Ciało długości od 19 lub 22 do 30 lub 34 mm, barwy trawiastozielonej, metalicznie połyskującej, niekiedy z czerwonym lub niebieskim połyskiem. Nadustek kwadratowy. Głowa gęsto i nierównomiernie punktowana. Przedplecze o bokach listewkowato obrzeżonych na całej długości. Tarczka duża, trójkątna, zaokrąglona na wierzchołku. Na przedpleczu i pokrywach słabe, nierównomiernie rozmieszczone punkty. Boczne krawędzie pokryw wciśnięte głęboko przed guzami barkowymi, dzięki czemu owad może startować i latać przy pokrywach zamkniętych. Pod guzami rozpoczynać się mogą 3 lub 4 zmarszczki. Pygidium gęsto, poprzecznie marszczone i drobno punktowane. Wyrostek śródpiersia duży, gładki, bezwłosy. Spód ciała, oprócz sternitów odwłoka, złotawo, gęsto owłosiony. Kolana nagie. Stopy pięcioczłonowe, zwieńczone dwoma nierozdzielonymi pazurkami.

### Larwy
Larwy o długości do 65, a nawet 70 mm, białe, pędrakowate, posiadające 3 pary odnóży tułowiowych. Zdolne do pełzania na grzbiecie. Czoło i nadustek pomarszczony. Przetchlinki na segmentach ciała 1, 8 i 9 wyraźnie większe od pozostałych. Na raster składają się dwa równoległe rzędy po 14-18 szerokich, spłaszczonych szczecin.

## Biologia i ekologia
Chrząszcz ten zasiedla przerzedzone, dobrze nasłonecznione drzewostany liściaste ze starymi drzewami oraz stare zadrzewienia nadrzeczne, przydrożne i parkowe, w tym grądy i łęgi. Larwy przechodzą cykl rozwojowy w murszejącym drewnie drzew liściastych, zazwyczaj w dziuplach i grubych, wysoko się znajdujących gałęziach. Preferują dęby, a rzadziej spotykane są w topolach, czereśniach, lipach, bukach, zaś sporadycznie w wiązach i wierzbach. Nigdy nie zasiedla próchnowisk u nasady pnia i korzeni.
Często zamieszkuje dziuple wraz ze sprężykami: Brachygonus megerlei i Elater ferrugineus, których larwy mogą zjadać jaja i larwy kwietnic. Ponadto na jej larwach pasożytują niekiedy larwy smukwy kosmatej (Scolia hirta). Kwietnica okazała jest również owadem towarzyszącym koziorogowi dęboszowi, gdyż otwory wylotowe i chodniki larwalne tegoż ułatwiają jej zasiedlanie drzew.
Owady dorosłe w Polsce spotykane są od końca kwietnia do połowy września, a kulminacja ich rójki przypada na przełom czerwca i lipca. We Włoszech dorosłe występują od maja do października, a najliczniej od końca czerwca do końca sierpnia. Z kolei w europejskiej części Rosji sezon ich pojawu ciągnie się od końca maja do końca września ze szczytem od drugiej połowy czerwca do połowy sierpnia. Bytują na nasłonecznionych stanowiskach, gdzie odwiedzają kwitnące krzewy. Spijają także sok wyciekający z drzew i dojrzałych owoców. Latają szybko i wysoko w koronach drzew.

## Rozprzestrzenienie
Gatunek ten wykazany został z Albanii, Austrii, Białorusi, Bośni i Hercegowiny, Bułgarii, Chorwacji, Cypru, Czech, europejskiej Turcji, Francji, Grecji, Holandii, byłej Jugosławii, Krety, Litwy, Macedonii Północnej, Niemiec, Polski, Rumunii, Rosji, Słowacji, Słowenii, Sycylii, Szwecji, Ukrainy, Węgier i Włoch.
W Polsce na wielu obszarach wyginął. Spotykany rzadko i sporadycznie na terenach nizinnych i pagórkowatych.

## Zagrożenia i ochrona
W Polsce w 2004 roku kwietnica okazała objęta została ścisłą ochroną gatunkową. Jej status jako chronionej podtrzymano w 2011 roku. W październiku 2014 roku przeniesiona została do kategorii ochrony częściowej i utrzymana w niej w 2017 roku. W 2002 umieszczona została na Czerwonej liście zwierząt ginących i zagrożonych w Polsce jako gatunek umiarkowanie zagrożony (VU – Vunerable).
Ze względu na wymagania tego chrząszcza najważniejszymi zabiegami wpływającymi na jego przetrwanie w Polsce jest pozostawianie starodrzewi dębowych i dziuplastych dębów na skrajach lasów oraz w zadrzewieniach parkowych i przydrożnych, prześwietlanie dąbrów oraz kępowe nasadzanie młodych dębów w pradolinach rzecznych, przy jednoczesnym wykaszaniu traw lub przywróceniu wypasu bydła.

## Systematyka
W obrębie tego gatunku wyróżnia się dodatkowo 4 odmiany:
- Protaetia speciosissima var. aureocuprea (Mulsant & Rey, 1842)
- Protaetia speciosissima var. ignea (Reitter, 1898)
- Protaetia speciosissima var. mirabella (Reitter, 1898)
- Protaetia speciosissima var. posnaniensis (Szulczewski, 1922)